# Столова гора-останець Тепе-Кермен
Столо́ва гора́-оста́нець Тепе́-Керме́н — комплексна пам'ятка природи місцевого значення, розташована на північ від села Кудрине Бахчисарайського району, АР Крим. Створений відповідно до Постанови ВР АРК № 92 від 15 лютого 1964 року.

## Загальні відомості
Землекористувачем є Бахчисарайський державний історико-культурний музей, площа 5 га. Розташована на північ від села Кудрине Бахчисарайського району.
Пам'ятка природи створена з метою охорони і збереження в природному стані цінної в науковому, естетичному відношенні гори-останця класичної форми з плоскою вершиною (висота 543 м) та збереження «печерного міста».